# Phenom
Phenom és una família de processadors AMD de la desena generació. Aquesta família consta de diversos processadors de 3 i 4 nuclis. Es caracteritza per un processament de màxim rendiment i un autèntic disseny de múltiples nuclis en un sol integrat (a diferència dels Core 2 Quad de Intel, formats per diversos circuits integrats en cada encapsulat). Van sortir diferents models, de dos, tres i quatre nuclis. Tenien la particularitat que les versions de dos i tres nuclis eren en realitat processadors de quatre, però amb un o dos nuclis defectuosos.
Va sortir a la venda el 19 de novembre de 2007. A principis de 2009 van sortir a la venda els Phenom II, els successors dels Phenom.